# O Jesus, du min glädje är
O Jesus, du min glädje är är en psalmtext av Johann Arndt 1555-1621. Texten översattes till finska och bearbetades till av Elias Lönnrot 1802-1884. Den finska textens 6 verser översattes till svenska av Elis Sjövall. Melodin, som används i Skandinavien, är en folkmelodi från västra Finland i e-moll, 5/4-takt.

## Publicerad i
- Sions Sånger 1951 som nr 158
- Sions Sånger 1981 som nr 154 under rubriken Kristlig vandel.